# Ráday Gedeon (koronaőr)
Gróf (korábban báró) rádai Ráday Gedeon (Szentpéter , 1745. május 3. – Pest, 1801. július 10.) főispáni helytartó.

## Élete
Ráday Gedeon író egyetlen fia, atyjával együtt 1782. február 8-án bárói-, 1790. november 18-án pedig a grófi címet is megkapta. Először Hont vármegye főispáni helytartója, majd 1785-től a királyi tábla bírája, 1786-tól pedig koronaőr lett. I. Ferenc koronázása alkalmával, 1792-ben, belső titkos tanácsossá avatták.

## Családja
Felesége: fáji Fáy Zsuzsanna, aki két gyermeket szült neki:
- Pál (1768-1827)
- Gedeon (1797?)